# Centro de Biologia Molecular e Ambiental
O Centro de Biologia Molecular e Ambiental (sigla: CBMA) é uma instituição de investigação da Universidade do Minho, criada em 2008, sediada no Campus de Gualtar em Braga, Portugal, repartindo as suas instalações entre o Edifício da Escola de Ciências da Universidade do Minho e o Instituto de Ciência e Inovação para a Bio-Sustentabilidade da Universidade do Minho (IB-S).
O CBMA desenvolve investigação de excelência orientada para a resolução de problemas, criando novas ferramentas e estratégias, com impacto nos setores ambiental, biotecnológico, saúde, agroalimentar e industrial. Ao abordar a complexidade dos sistemas biológicos a diferentes níveis de organização, das moléculas à biosfera, a investigação realizada no CBMA permite uma abordagem holística para tratar de questões de biossustentabilidade, que abrangem diferentes perspetivas da biodiversidade
Para além da investigação, o CBMA tem como missão a formação pós-graduada em ciências biológicas assim como a promoção da literacia científica e da transferência de conhecimento para a sociedade a nível nacional e internacional. O CBMA é constituído por uma equipa multidisciplinar composta por cerca de 100 pessoas, entre os quais 54 são investigadores doutorados.